# Azucena Rodríguez
Azucena Rodríguez Pomeda (Madrid, 1955) es una directora de cine, guionista y profesora española, especialmente conocida por Atlas de geografía humana (2007) y Entre rojas (1995).Es madre de la cantante madrileña María Escarmiento. 

## Biografía
Licenciada en historia por la Universidad Complutense de Madrid, comenzó a trabajar en el cine en 1981. Después de formarse como guionista, trabajó con Gonzalo Suárez en la escritura de películas. Su ópera prima como directora y guionista, Su primer baile se estrenó en 1989 y ganó el primer premio en el Festival de Cortometrajes de Alcalá de Henares. Esta distinción le abrió la puerta a dirigir su primer largometraje, Entre rojas (1995)  con Penélope Cruz, Cristina Marcos, Pilar Bardem y María Pujalte, de la que es también guionista con la colaboración de Mercedes de Blas y Myriam de Maeztu. Un año más tarde dirigio Puede ser divertido, última película producida por Alfredo Matas.
En 2007 estrenó como directora Atlas de Geografía Humana, película basada en la novela homónima de Almudena Grandes, quien también fue coguionista del filme. La historia compone cuatro historias entrelazadas de mujeres que rondan los cuarenta años, Cuca Escribano, Montse Germán, María Bouzas y Rosa Villa.
Posteriormente, Azucena Rodríguez trabajó en la serie de TVE Cuéntame cómo pasó, como guionista primero. Como directora hizo 30 capítulos de 2007 a 2014.
En 2012 fue coordinadora del área de Cultura Crítica, en el partido Izquierda Abierta, junto a Almudena Grandes.
Compagina la escritura de guion con la docencia. Es profesora de guion y dirección en la Universidad Carlos III y la ECAM.
Fue coguionista de la serie hispano-argentina El grito de las mariposas (2023) que recuerda la historia de las hermanas Mirabal, conocidas como "Las mariposas" que se opusieron a la dictadura en Dominicana de Rafael Leónidas Trujillo y fueron asesinadas el 25 de noviembre de 1960.
En 2024 participó en el Festival Internacional de Cine de Gijón en la sesión de trabajo "Me gustó más el libro" con la Tertulia Feminista Les Comadres sobre la adaptación de una obra literaria al cine y la compleja relación entre la novelista, los guionistas y la dirección de cine.
Participó en La conquista de la democracia, serie documental producida por RTVE y Tevescop, basada en una idea original de Nicolás Sartorius y Fernando Galindo. Dirigió uno de los seis capítulos, Una galerna de huelgas, con estreno previsto en marzo de 2025 en La 2 y RVEPLay.

## Filmografía
como directora	 
- Su primer baile (1989)  cortometraje 11'
- Entre rojas (1995) largometraje
- Puede ser divertido (1995) largometraje[5]
- Condenadas a entenderse (TV) (1999) 1 episodio[13]
- Atlas de Geografía Humana (2007) largometraje
- Cuéntame cómo pasó (14.ª temporada) (2013)[14]
- Una galerna de huelgas (2025). Capítulo de la serie La conquista de la democracia. Producido por RTVE y Telvescop.[12]
- Almudena (2025). Documental biográfico sobre la figura de la escritora y articulista Almudena Grandes.

como guionista	 	
- Don Juan en los infiernos (1991) de Gonzalo Suárez coguionista
- El detective y la muerte (1994) de Gonzalo Suárez coguionista
- Entre rojas (1995)
- Atlas de Geografía Humana (2007) coguionista con Almudena Grandes
- El grito de las mariposas (2023) (serie de TV) coguionista[10]
- Una galerna de huelgas (2025). Capítulo de la serie La conquista de la democracia. Producido por RTVE y Telvescop.[12]

## Premios
- Festival de Cortometrajes de Alcalá de Henares en 1995 por Su primer baile.[3]
- Festival de Málaga Sección Oficial con Atlas de Geografía Humana
- Festival Cinespaña Toulouse: Mejor Actriz y Mención Especial por Atlas de Geografía Humana